# Síndrome del agarre mortal
El síndrome del agarre mortal (SGM) es un término coloquial que se utiliza para describir los efectos adversos causados por una técnica de masturbación masculina agresiva y repetida, que resultan en una experiencia sexual insatisfactoria durante las relaciones con una pareja. Se ha afirmado que existe una condición similar en mujeres, conocida como síndrome de vagina muerta.
El término "síndrome de agarre de la muerte", a veces abreviado como DGS, fue acuñado en 2003 por el columnista sexual Dan Savage y se refiere a un problema que afecta tanto a hombres como a mujeres. En el caso de las mujeres, el término coloquial utilizado es "síndrome de la vagina muerta".
Aunque los hombres con esta afección aún pueden experimentar erecciones, la condición puede afectar negativamente la relación debido a una sensación de incompatibilidad sexual con la pareja, causada por el hábito de prolongar demasiado la actividad sexual y por efectos secundarios posteriores, como las “bolas azules” o la eyaculación inhibida.  Algunas personas que afirman haber "experimentado el apretón de la muerte" señalan que, aunque aún pueden sentir placer, la vagina típica se percibe demasiado floja y la felación no proporciona la fricción suficiente para alcanzar el orgasmo. Richard Santucci, jefe de urología del Centro de Reconstrucción Urológica del Hospital Receptor de Detroit, considera que la “masturbación demasiado fuerte” no es una causa común de eyaculación retardada, y señala que “la diabetes, los medicamentos, la testosterona baja y la ansiedad” son causas habituales.

## Percepción
El concepto de síndrome del agarre de la muerte no está reconocido por ningún organismo médico convencional.  Algunos expertos han sugerido que técnicas sexuales que generan un efecto de vacío, como el pompoir oral o vaginal, podrían aliviar el SGM. Otros analistas[¿quién?] han planteado que existen formas de condicionamiento social arraigadas durante la adolescencia, que ocurren simultáneamente con el síndrome de Down, como la renuencia de los hombres a emitir sonidos audibles de placer, como los gemidos. Este silencio durante las relaciones sexuales se aprende en el hogar y se refuerza al intentar mantenerse discreto en presencia de la familia.